# Kriechender Beinwell
Der Kriechende Beinwell (Symphytum ibericum) ist eine Pflanzenart der Gattung Beinwell (Symphytum).

## Beschreibung
Der Kriechende Beinwell ist eine ausdauernde, krautige Pflanze, die Wuchshöhen von 15 bis 40 Zentimeter erreicht. Die Pflanze bildet ein nicht knollig verdicktes und weitgehend auf dem Substrat aufliegendes Rhizom aus. Es sind kriechende oder aufsteigende sterile sowie mehr oder weniger aufrechte blühende Triebe vorhanden. Der Kelch ist 3 bis 6 Millimeter lang. Die Krone ist cremefarben und 14 bis 16 Millimeter lang.
Die Blütezeit reicht von März bis Juli.
Die Chromosomenzahl beträgt 2n = 24 oder 60.

## Vorkommen
Der Kriechende Beinwell kommt in der Nordost-Türkei und in Georgien an schattigen Hängen in Rhododendron-Gebüschen in Höhenlagen bis 1350 Meter vor.

## Nutzung
Der Kriechende Beinwell wird selten als Zierpflanze für Gehölzgruppen genutzt.